# Иранская мышевидная соня
Иранская мышевидная соня (лат. Myomimus setzeri) — вид грызунов рода мышевидные сони семейства соневые. Страны проживания: Иран, Турция, Азербайджан.

## Описание
Мелкие сони с длиной тела около 80 мм. Мордочка светлая. Спина серовато-палевая с коричневатым оттенком. Вдоль средней части спины нет продольной тёмной полосы. Вокруг глаз имеется тёмная каёмка. Брюшная сторона тела белая. Встречается в саванновых местообитаниях. Естественными врагами иранской мышевидной сони являются сипуха и филин. Близкими видом является Myomimus personatus. Некоторые авторы считают Myomimus setzeri синонимом Myomimus personatus.